# 1973 (single)
1973 is de eerste single van het album All The Lost Souls van de Britse muzikant James Blunt. Het nummer werd voor het eerst door James Blunt gezongen tijdens zijn Noord-Amerikaanse Tour in 2006. Het werd op single uitgegeven op 23 juli 2007 aan radiostations wereldwijd. De cover van de single heeft dezelfde stijl als de cover van het album, die meerdere pasfoto's van Blunt gebruikt. Het enige verschil ten opzichte van het album is dat de single rood gefilterd is. De cover is gemaakt door Bose Collins.

## Achtergrond
1973 werd in de hele wereld een enorme hit, behalve in de Verenigde Staten, waar de single niet kon aanslaan. De single heeft het succes van You're Beautiful niet kunnen evenaren maar kwam wel in meer dan 10 landen op 1.
In Nederland was de single in week 31 van 2007 de 731e Megahit op 3FM en in week 34 van 2007 Alarmschijf op Radio 538 en werd een grote hit. De single bereikte de 3e positie in zowel de publieke hitlijst op 3FM; de Mega Top 50 als de Single Top 100 en de 8e positie in de Nederlandse Top 40 op Radio 538.
In België bereikte de single de nummer 1-positie in zowel de Vlaamse Ultratop 50, de Vlaamse Radio 2 Top 30 als de Waalse Ultratop 50.

## Totstandkoming
1973 is geschreven door Mark Batson en James Blunt. "Ik probeerde een Engels singer-songwriter-liedje te schrijven en ik probeerde de Dr. Dre te zijn", zegt Blunt.

## B-kanten
De single heeft twee B-kanten: So Happy en Annie. So Happy is geschreven door Felix Howard en James Blunt. Howard werkte eerder al samen met andere artiesten, waaronder Sugababes. Annie is geschreven door James Blunt en Jimmy Hogarth. Het is ook een track van het album All The Lost Souls en wordt gezongen op concerten sinds oktober 2006. Blunt en Hogarth hebben in het verleden al met elkaar samengewerkt, waaronder voor So Long Jimmy van het album Back To Bedlam.

## Hitnoteringen

### Nederlandse Top 40
| 1973 in de Nederlandse Top 40 - binnen 25 augustus 2007 | 1973 in de Nederlandse Top 40 - binnen 25 augustus 2007 | 1973 in de Nederlandse Top 40 - binnen 25 augustus 2007 | 1973 in de Nederlandse Top 40 - binnen 25 augustus 2007 | 1973 in de Nederlandse Top 40 - binnen 25 augustus 2007 | 1973 in de Nederlandse Top 40 - binnen 25 augustus 2007 | 1973 in de Nederlandse Top 40 - binnen 25 augustus 2007 | 1973 in de Nederlandse Top 40 - binnen 25 augustus 2007 | 1973 in de Nederlandse Top 40 - binnen 25 augustus 2007 | 1973 in de Nederlandse Top 40 - binnen 25 augustus 2007 | 1973 in de Nederlandse Top 40 - binnen 25 augustus 2007 | 1973 in de Nederlandse Top 40 - binnen 25 augustus 2007 | 1973 in de Nederlandse Top 40 - binnen 25 augustus 2007 | 1973 in de Nederlandse Top 40 - binnen 25 augustus 2007 | 1973 in de Nederlandse Top 40 - binnen 25 augustus 2007 | 1973 in de Nederlandse Top 40 - binnen 25 augustus 2007 | 1973 in de Nederlandse Top 40 - binnen 25 augustus 2007 | 1973 in de Nederlandse Top 40 - binnen 25 augustus 2007 |
| Week                                                    | 1                                                       | 2                                                       | 3                                                       | 4                                                       | 5                                                       | 6                                                       | 7                                                       | 8                                                       | 9                                                       | 10                                                      | 11                                                      | 12                                                      | 13                                                      | 14                                                      | 15                                                      | 16                                                      |                                                         |
| ------------------------------------------------------- | ------------------------------------------------------- | ------------------------------------------------------- | ------------------------------------------------------- | ------------------------------------------------------- | ------------------------------------------------------- | ------------------------------------------------------- | ------------------------------------------------------- | ------------------------------------------------------- | ------------------------------------------------------- | ------------------------------------------------------- | ------------------------------------------------------- | ------------------------------------------------------- | ------------------------------------------------------- | ------------------------------------------------------- | ------------------------------------------------------- | ------------------------------------------------------- | ------------------------------------------------------- |
| Positie                                                 | 26                                                      | 16                                                      | 12                                                      | 8                                                       | 11                                                      | 9                                                       | 8                                                       | 10                                                      | 18                                                      | 18                                                      | 20                                                      | 24                                                      | 26                                                      | 29                                                      | 34                                                      | 40                                                      | uit                                                     |

### Single Top 100 / Mega Top 50
| 1973 in de Single Top 100 en Mega Top 50 - binnen 25 augustus 2007 | 1973 in de Single Top 100 en Mega Top 50 - binnen 25 augustus 2007 | 1973 in de Single Top 100 en Mega Top 50 - binnen 25 augustus 2007 | 1973 in de Single Top 100 en Mega Top 50 - binnen 25 augustus 2007 | 1973 in de Single Top 100 en Mega Top 50 - binnen 25 augustus 2007 | 1973 in de Single Top 100 en Mega Top 50 - binnen 25 augustus 2007 | 1973 in de Single Top 100 en Mega Top 50 - binnen 25 augustus 2007 | 1973 in de Single Top 100 en Mega Top 50 - binnen 25 augustus 2007 | 1973 in de Single Top 100 en Mega Top 50 - binnen 25 augustus 2007 | 1973 in de Single Top 100 en Mega Top 50 - binnen 25 augustus 2007 | 1973 in de Single Top 100 en Mega Top 50 - binnen 25 augustus 2007 | 1973 in de Single Top 100 en Mega Top 50 - binnen 25 augustus 2007 | 1973 in de Single Top 100 en Mega Top 50 - binnen 25 augustus 2007 | 1973 in de Single Top 100 en Mega Top 50 - binnen 25 augustus 2007 | 1973 in de Single Top 100 en Mega Top 50 - binnen 25 augustus 2007 | 1973 in de Single Top 100 en Mega Top 50 - binnen 25 augustus 2007 | 1973 in de Single Top 100 en Mega Top 50 - binnen 25 augustus 2007 | 1973 in de Single Top 100 en Mega Top 50 - binnen 25 augustus 2007 | 1973 in de Single Top 100 en Mega Top 50 - binnen 25 augustus 2007 | 1973 in de Single Top 100 en Mega Top 50 - binnen 25 augustus 2007 | 1973 in de Single Top 100 en Mega Top 50 - binnen 25 augustus 2007 | 1973 in de Single Top 100 en Mega Top 50 - binnen 25 augustus 2007 | 1973 in de Single Top 100 en Mega Top 50 - binnen 25 augustus 2007 | 1973 in de Single Top 100 en Mega Top 50 - binnen 25 augustus 2007 | 1973 in de Single Top 100 en Mega Top 50 - binnen 25 augustus 2007 |
| Week                                                               | 1                                                                  | 2                                                                  | 3                                                                  | 4                                                                  | 5                                                                  | 6                                                                  | 7                                                                  | 8                                                                  | 9                                                                  | 10                                                                 | 11                                                                 | 12                                                                 | 13                                                                 | 14                                                                 | 15                                                                 | 16                                                                 | 17                                                                 | 18                                                                 | 19                                                                 | 20                                                                 | 21                                                                 | 22                                                                 | 23                                                                 |                                                                    |
| ------------------------------------------------------------------ | ------------------------------------------------------------------ | ------------------------------------------------------------------ | ------------------------------------------------------------------ | ------------------------------------------------------------------ | ------------------------------------------------------------------ | ------------------------------------------------------------------ | ------------------------------------------------------------------ | ------------------------------------------------------------------ | ------------------------------------------------------------------ | ------------------------------------------------------------------ | ------------------------------------------------------------------ | ------------------------------------------------------------------ | ------------------------------------------------------------------ | ------------------------------------------------------------------ | ------------------------------------------------------------------ | ------------------------------------------------------------------ | ------------------------------------------------------------------ | ------------------------------------------------------------------ | ------------------------------------------------------------------ | ------------------------------------------------------------------ | ------------------------------------------------------------------ | ------------------------------------------------------------------ | ------------------------------------------------------------------ | ------------------------------------------------------------------ |
| Positie                                                            | 9                                                                  | 8                                                                  | 4                                                                  | 9                                                                  | 5                                                                  | 3                                                                  | 5                                                                  | 13                                                                 | 14                                                                 | 15                                                                 | 17                                                                 | 30                                                                 | 30                                                                 | 36                                                                 | 46                                                                 | 53                                                                 | 46                                                                 | 52                                                                 | 51                                                                 | 45                                                                 | 36                                                                 | 61                                                                 | 84                                                                 | uit                                                                |

### NPO Radio 2 Top 2000
| Nummer met noteringen in de NPO Radio 2 Top 2000 | '09  | '10  | '11  | '12  | '13  |
| ------------------------------------------------ | ---- | ---- | ---- | ---- | ---- |
| 1973                                             | 1931 | 1645 | 1766 | 1317 | 1619 |

1. ↑  Een vetgedrukt getal geeft de hoogste notering aan.
2. ↑  2009 was het eerste jaar met een notering voor dit nummer.
3. ↑  Deze tabel is bijgewerkt tot en met de laatste editie (2024).